# ハイグレ玉夫
ハイグレ玉夫（ハイグレたまお、1994年9月8日 - ）は、日本のYouTuber、ゲーム実況者である。

## 来歴
2013年にニコニコ動画でコール オブ デューティの実況配信を始めその後YouTubeチャンネルを開設し本格的に配信活動を開始する。
2018年に自信のクランチームを創設し以後人気シリーズとなる。
2019年にダイエット企画に失敗して罰ゲームとして素顔を公開した。
| スタブアイコン | サブスタブ | この項目は、まだ閲覧者の調べものの参照としては役立たない、YouTuber（VTuberを含む）に関連した書きかけの項目です。この項目を加筆・訂正などしてくださる協力者を求めています（PJ:YouTube）。 |